# Kościół Matki Bożej Różańcowej w Aleksandrowie Dużym
Kościół pod wezwaniem Matki Bożej Różańcowej – kościół polskokatolicki w Aleksandrowie Dużym, w województwie mazowieckim, powiecie lipskim, gminie Sienno. Jest to świątynia parafii w Osówce, w dekanacie kieleckim diecezji krakowsko-częstochowskiej Kościoła Polskokatolickiego w RP.
Kościół wzniesiono w 1931 r. Jest to budowla drewniana, salowa (bez wyodrębnionego prezbiterium), zamknięta trójbocznie, z dwiema bocznymi zakrystiami. Dach blaszany, jednokalenicowy z ośmioboczną wieżyczką, zwieńczoną blaszanym hełmem z latarnią. W pobliżu kościoła dzwonnica konstrukcji metalowej.
Kościół został wpisany do rejestru zabytków 25 maja 2017 r. pod decyzją nr 641/2017.